# توتشال
توتشال (بالفارسية:  توچال)، هو منتجع جبلي ومنتجع تزلج يقع على سلسلة جبال ألبرز، المجاورة لمنطقة العاصمة طهران في شمال إيران. وتشمل سلسلة من الجبال بطول 12 كيلومتر (7.5 ميل). أعلى قمته، وتسمى أيضًا توتشال، على ارتفاع 3،964 متر (13،005 قدم).
يمتد مصعد الجندول من طهران إلى منتجع توتشال وفندق التزلج، وكل ذلك كجزء من مجمع توتشال.

## القمم
تشمل القمم (من الغرب إلى الشرق) کما يلي:
- لوارك (3560 م [11،680 قدمًا]): يمكن الوصول إليها عن طريق سلسلة توتشال الرئيسية أو مسار تسلق إمام زاده داوود.[6]

## معرض صور

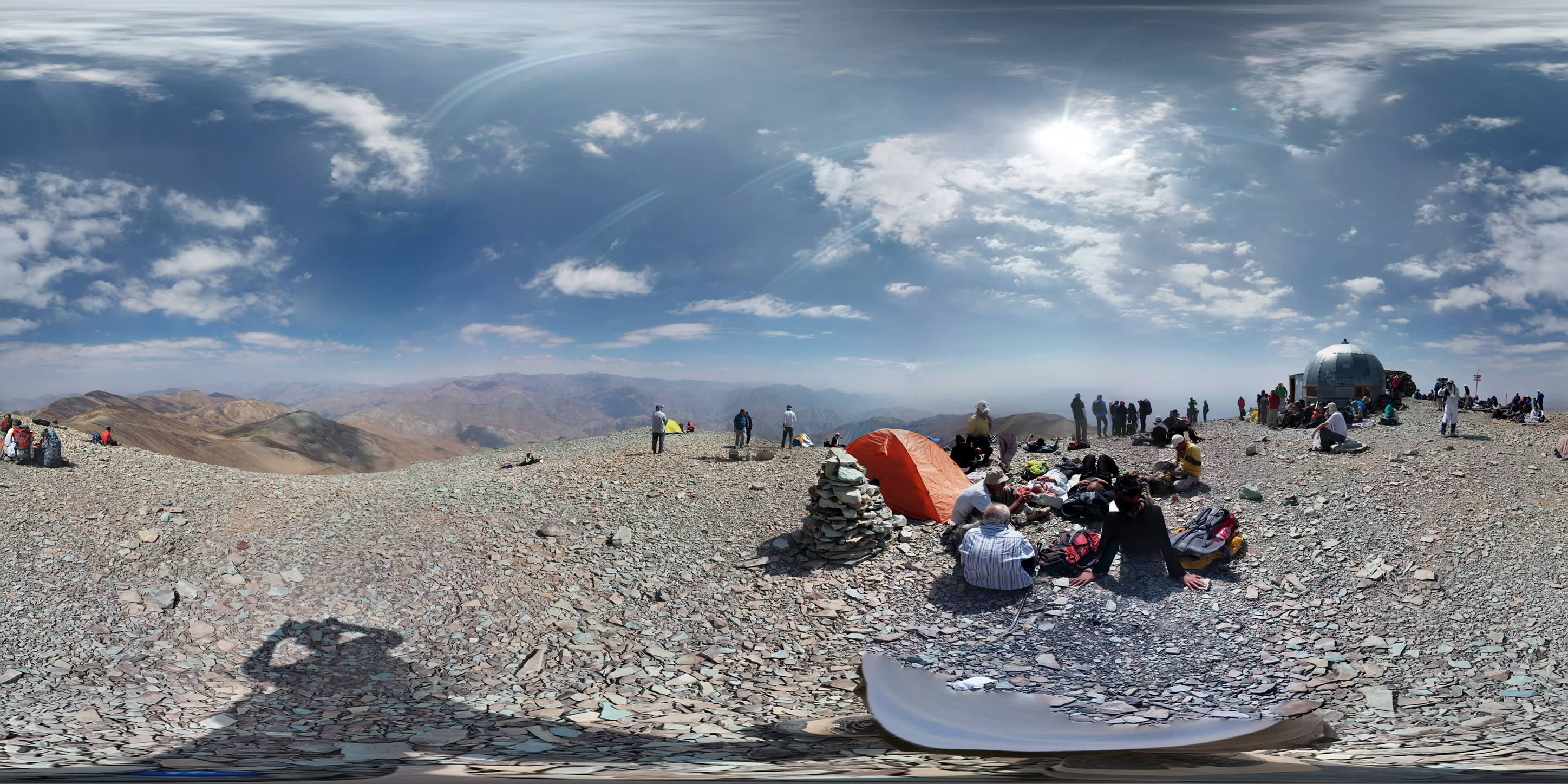
عرض 360 درجة من قمة توتشال. ويظهر جبل دماوند في الأفق، وطهران.
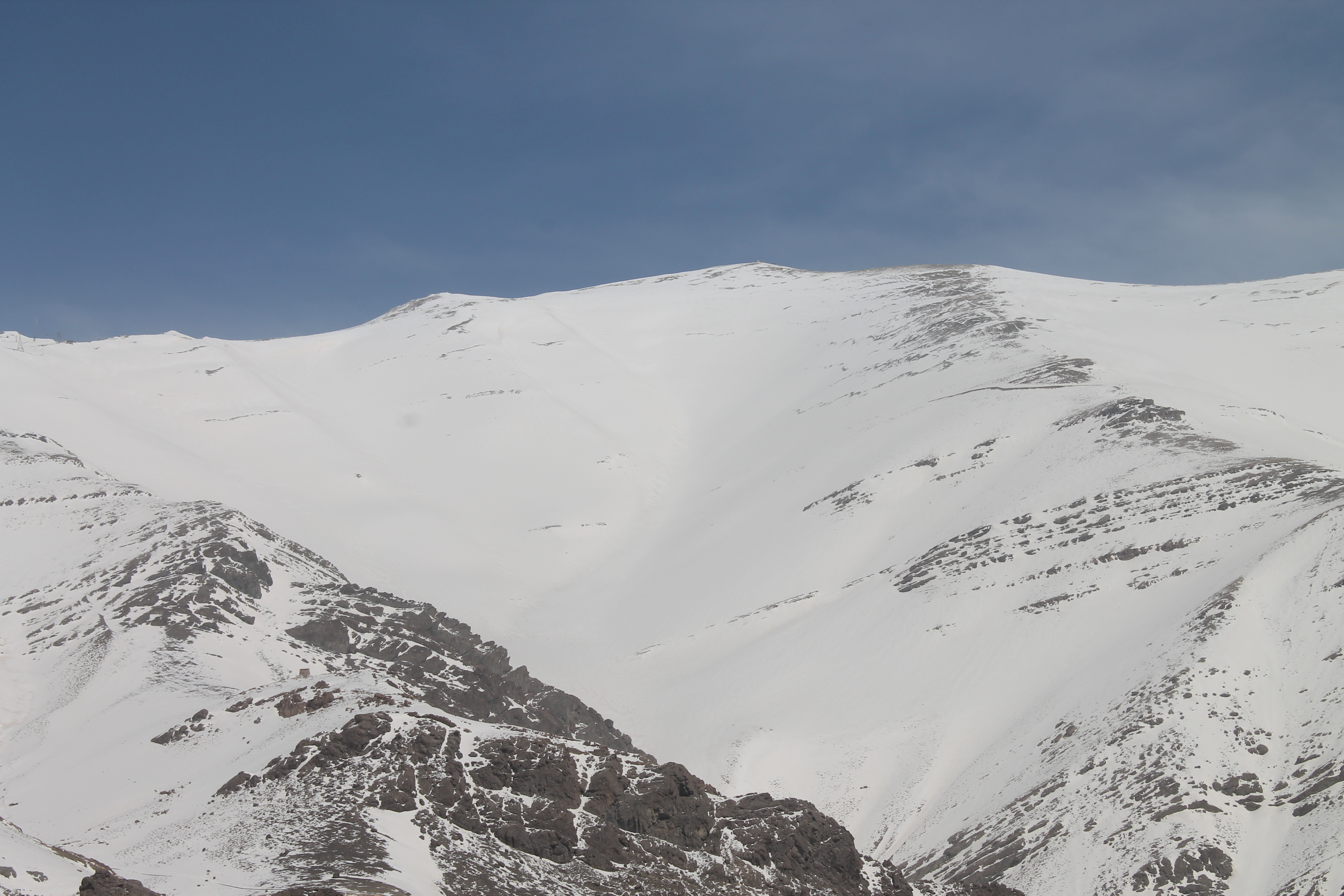
منظر لقمة توتشال من جبال ولنجك
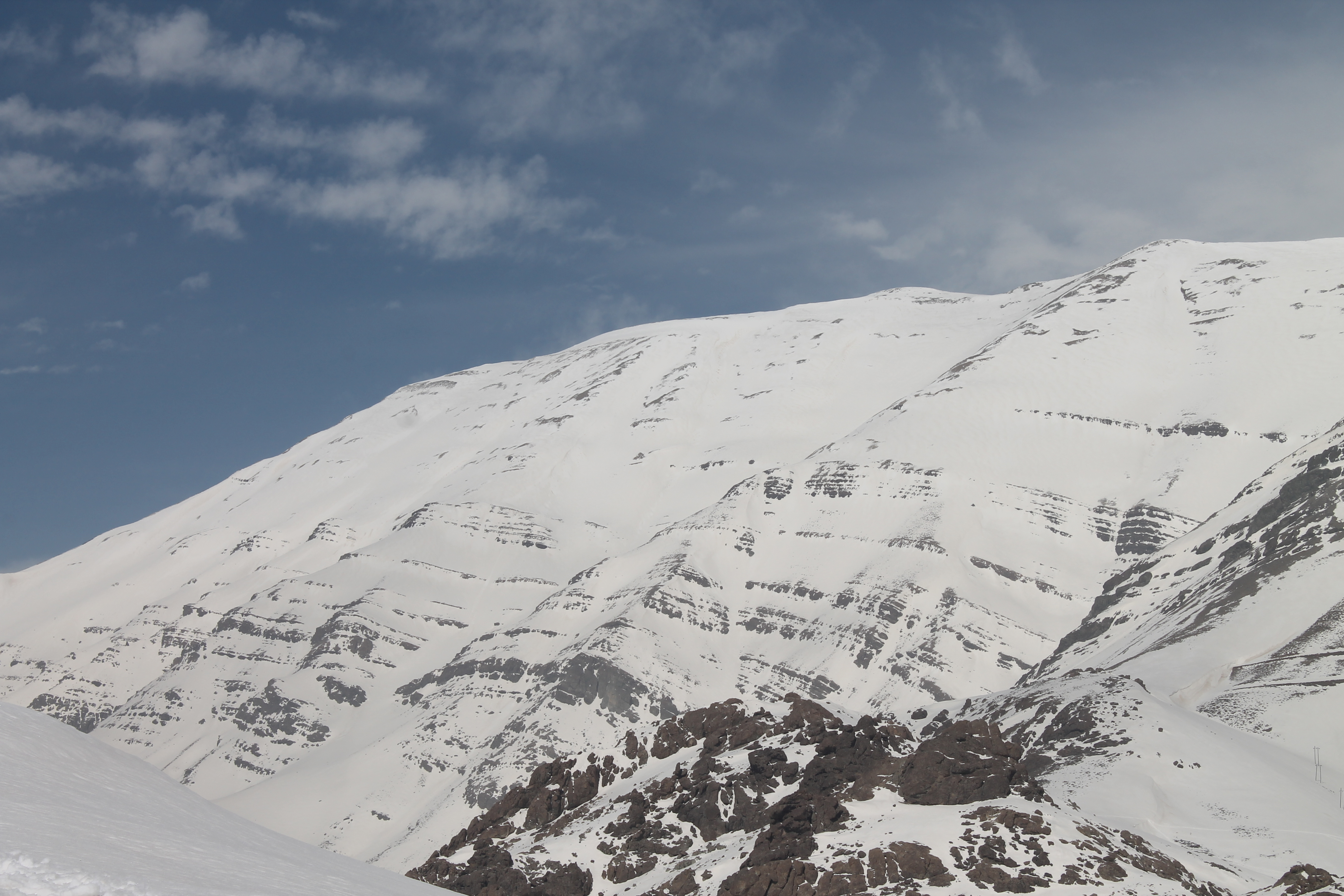
جبال شاه‌نشين، الجانب الغربي لقمة توتشال